# Quốc ngữ
Quốc ngữ, av kinesiskans 國語 (guóyŭ, "nationellt språk"), förkortning för chữ quốc ngữ ("skrift för det nationella språket"), är den variant av det latinska alfabetet som idag används för att skriva vietnamesiska. Alfabetet är:
A, Ă, Â, B, C, D, Đ, E, Ê, G, H, I, K, L, M, N, O, Ô, Ơ, P, Q, R, S, T, U, Ư, V, X, Y
Alfabetet, med 29 bokstäver, nio digrafer, en trigraf och nio diakritiska tecken för att markera toner, är influerat främst av det portugisiska och har anor sedan 1600-talet, då den franske missionären Alexandre de Rhodes publicerade det stora verket Dictionarium annamiticum, lusitanum et latinum (Vietnamesisk, portugisisk och latinsk ordbok) (1651). Skriftsystemet användes till en början inom kristna kretsar. År 1910 utfärdade det franska kolonialstyret en bestämmelse att alla officiella dokument skulle skrivas i Quốc Ngữ. Under 1900-talet kom det att helt ersätta kinesiska och sino-vietnamesiska tecken (chữ nôm). För en beskrivning av bokstävernas ljudvärden, se vietnamesiska.